# جاي ليك
جاي ليك (بالإنجليزية: Jay Lake)‏‏ (6 يونيو 1964 في تايوان - 1 يونيو 2014 في بورتلاند، أوريغون) روائي، وكاتب خيال علمي من الولايات المتحدة.

## الجوائز
- جائزة جون كامبل جورج لأفضل كاتب جديد  [لغات أخرى]‏

## روابط خارجية
- جاي ليك على موقع IMDb (الإنجليزية)